# Oleg Tverdohlib
Oleg Tverdohlib (ukrajinsko Олег Твердохліб, rusko Олег Твердохлеб – Oleg Tverdohleb), ukrajinski atlet, * 3. november 1969, Dnipropetrovsk, Sovjetska zveza, † 18. september 1995, Dnipropetrovsk, Ukrajina.
Tverdohlib je veljal za enega obetavnejših tekačev na 400 m z ovirami svoje generacije. Septembra 1995 ga je med popravljanjem električne napeljave v hiši staršev stresel električni udar in mu vzel življenje. Vrhunec Tverdohlibove kariere je bila zmaga na Evropskem prvenstvu 1994 v Helsinkih.

## Kariera
V atletskih krogih je Tverdohlib nase prvič opozoril na Poletni univerzijadi 1991 v Sheffieldu, na kateri je zasedel 3. mesto. Ta uvrstitev mu je prinesla mesto v odpravi na Poletne olimpijske igre 1992 v Barcelono, kjer je kot član združene ekipe zastopal barve Skupnosti neodvisnih držav. V teku na 400 m se je najprej šele po času prebil skozi sito kvalifikacij (s časom 48.68 je v svoji kvalifikacijski skupini zasedel tretje mesto), zatem pa si je v polfinalu kljub slabšemu času (49.11) brez težav pritekel mesto v finalu. Tam je nato še izboljšal svoj kvalifikacijski dosežek (48.63), a je to zadostovalo le za 6. mesto. Olimpijski prvak je s svetovnim rekordom postal Američan Kevin Young (46.78), Tverdohlibu pa je do tretjega mesta in olimpijskega brona zmanjkala skoraj sekunda - tretji je bil s časom 47.82 Britanec Kriss Akabusi.
Tverdohlib se je iger udeležil še kot član štafete 4x400 m, ki pa je z nastopi zaključila že v kvalifikacijah. S časom 3:05.59 je za več kot pet sekund zaostala za finalom in v svoji kvalifikacijski skupini zasedla 5. mesto. Istega leta je Tverdohlib sodeloval še na Svetovnem atletskem pokalu v Havani in na 400 m z ovirami zasedel 5. mesto. Leta 1993 je nastopil na svojem prvem Svetovnem prvenstvu in v nemškem Stuttgartu osvojil končno šesto mesto. Svetovni prvak je postal v tistem času nepremagljivi Američan Young (47.18), Tverdohlib pa je dosegel čas 48.72 in v finalu prehitel le Američana Derricka Adkinsa in Kenijca Barnabasa Kinyora.
Vrhunec svoje atletske kariere je Tverdohlib doživel avgusta 1994, ko je v finskih Helsinkih postal evropski prvak. Po prvem mestu v svoji kvalifikacijski skupini (49.20) je v polfinalu s časom 49.00 zaostal le za Francozom Stéphanom Diaganajem (48.47). V finalu je Tverdohlib svoj polfinalni čas popravil za skoraj sekundo (48.06) in pred Švedom Svenom Nylanderjem in Francozom Diaganajem slavil svojo prvo zmago na mednarodnih tekmovanjih. S časom 48.06 je Tverdohlib postavil tudi svoj osebni rekord. Odličen dosežek z Evropskega prvenstva je Tverdohlibu omogočil vnovičen nastop na Svetovnem atletskem pokalu, na katerem je v dresu evropske selekcije zasedel drugo mesto. Zaostal je le za zambijskim atletom, in tekmovalcem afriške selekcije, Samuelom Matetejem.
Septembra 1995 ga je med popravljanjem električne napeljave v hiši staršev stresel električni udar in mu vzel življenje.